# Blackstreet
BLACKstreet fue un grupo estadounidense de R&B fundado en 1992 por Teddy Riley, un pionero del new jack swing conocido por su trabajo como miembro del grupo Guy. Los miembros de la banda eran Teddy Riley, Chauncey Hannibal, Eric Williams y Terrell Philips (y primeramente Joe Stonestreet, Levi Little, David Hollister y Mark Middleton). Su álbum debut, BLACKstreet, tuvo éxito con los sencillos "Booti Call" y "Before I Let You Go". El siguiente disco fue en 1996, llamado Another Level, siendo un exitazo gracias al sencillo "No Diggity" (con Dr. Dre), #1 de Billboard Hot 100 en noviembre de 1996, y ganador de un Grammy en 1998 a la 'Mejor Actuación Vocal por un Dúo o Grupo de R&B'. El sencillo "Don't Leave Me" tuvo un éxito moderado también. Another Level sería 4x platino en Estados Unidos, siendo #3 en las listas de Billboard. "No Diggity" fue nombrado por Rolling Stone y MTV como la canción #91 en las 100 mejores de la historia del pop, y el propio grupo BLACKstreet en el puesto #214 en la lista de los mejores artistas de pop de los últimos 25 años.
BLACKstreet también colaboró con Jay-Z en el tema "The City is Mine". Con la ayuda de Janet Jackson en el sencillo "Girlfriend", el grupo alcanzó el Top 10 de álbumes con Finally, pero los cambios de personal afectaron a la banda y contribuyeron al fracaso del disco, y por consiguiente BLACKstreet pronto se disolvería. Level II, en 2003, sería el último álbum del grupo.